# Föderalismuskommission
Föderalismuskommissionen gab es in der bundesdeutschen Geschichte bisher dreimal:
- Die Unabhängige Föderalismuskommission bestand von 1991 bis 1992.
- Die Kommission von Bundestag und Bundesrat zur Modernisierung der bundesstaatlichen Ordnung existierte von 2003 bis 2004 (siehe auch: Föderalismusreform).
- Am 8. März 2007 konstituierte sich die Kommission von Bundestag und Bundesrat zur Modernisierung der Bund-Länder-Finanzbeziehungen (siehe auch Föderalismusreform II).

Die Aufgabenstellungen unterschieden sich jeweils voneinander.

## Kommissionen

### Unabhängige Föderalismuskommission (1991–1992)
Der Deutsche Bundestag hat durch Beschluss vom 20. Juni 1991 die Bundestagspräsidentin gebeten, eine Kommission aus Vertretern aller Verfassungsorgane der obersten Bundesbehörden und von weiteren unabhängigen Persönlichkeiten zu berufen. Diese Kommission hat den Auftrag erhalten, „Vorschläge zur Verteilung nationaler und internationaler Institutionen zu erarbeiten, die der Stärkung des Föderalismus in Deutschland auch dadurch dienen sollen, dass insbesondere die neuen Bundesländer Berücksichtigung finden mit dem Ziel, dass in jedem der neuen Bundesländer Institutionen des Bundes ihren Standort finden. Auch vorhandene Institutionen des Bundes in Berlin stehen dafür zur Disposition.“ 
Diese paritätisch von Mitgliedern des Bundestages und Bundesrates besetzte Kommission mit insgesamt 31 Mitgliedern sollte Vorschläge machen, welche Bundeseinrichtungen in die neuen Bundesländer verlagert werden sollten. Vorsitzender war Bernhard Vogel.
Am 27. Mai 1992 legte die Kommission ihre Empfehlungen vor, die vom Ältestenrat dem Bundestag vorgelegt wurden. Insgesamt sollten 16 Behörden in die neuen Bundesländer verlegt werden.
Unter anderem wurden in Folge des Berichts
- das Bundesarbeitsgericht von Kassel nach Erfurt,
- das Bundesverwaltungsgericht von Berlin nach Leipzig,
- das Umweltbundesamt von Berlin nach Dessau und
- der 5. Strafsenat des Bundesgerichtshofs und die ihm zugeordnete Dienststelle des Generalbundesanwalts nach Leipzig verlegt sowie
- drei Dienststellen der Bundesversicherungsanstalt für Angestellte (jetzt Deutsche Rentenversicherung Bund) in den neuen Bundesländern (Gera, Stralsund, Brandenburg/Havel) errichtet.

Neue Einrichtungen des Bundes sollten in den ostdeutschen Ländern angesiedelt werden.
Der Bundestag nahm die Vorschläge der Kommission am 26. Juni 1992 zur Kenntnis und beauftragte die Kommission, die Umsetzung der Beschlüsse zu begleiten, bis eine annähernd ausgewogene Verteilung von Bundeseinrichtungen und -institutionen über alle Länder erreicht ist (PlenProt 12/100 vom 26. Juni 1992).

### Föderalismuskommission I (2003–2004)
Am 16. Oktober 2003 beschloss der Bundestag auf Antrag der Fraktionen der SPD, der CDU/CSU, des Bündnisses 90/Die Grünen und der FDP (Drucksache 15/1685) die Einsetzung einer gemeinsamen Kommission von Bundestag und Bundesrat zur Modernisierung der bundesstaatlichen Ordnung.
Ziel der Kommission war es, die Aufgabenverteilung zwischen Bund und Ländern zu reformieren. Hintergrund ist die komplizierte Zuständigkeit in der Gesetzgebung Deutschlands; diese Kompetenzverteilung führt dazu, dass ca. 60 % aller Bundesgesetze die Zustimmung im Bundesrat erfordern. Die Föderalismuskommission sollte Vorschläge erarbeiten, wie die Kompetenzen zwischen Bund und Ländern umverteilt werden können, um politische Entscheidungen schneller und effizienter zu ermöglichen und die politischen Verantwortlichkeiten auf Bundes- und Landesebene klarer zu strukturieren.

#### Auftrag
Die Kommission sollte insbesondere
- die Zuordnung von Gesetzgebungszuständigkeiten auf Bund und Länder,
- die Zuständigkeiten und Mitwirkungsrechte der Länder in der Bundesgesetzgebung und
- die Finanzbeziehungen (insbesondere Gemeinschaftsaufgaben und Mischfinanzierungen) zwischen Bund und Ländern

überprüfen.

#### Mitglieder und Vertreter

##### Stimmberechtigt
Die Kommission hatte 32 stimmberechtigte Mitglieder, jeweils 16 Mitglieder des Bundestags (8 SPD-Abgeordnete, 6 CDU, 1 Grüne, 1 FDP) und 16 Mitglieder des Bundesrats (Ministerpräsidenten bzw. Regierende Bürgermeister).
Vorsitzende der Kommission waren Edmund Stoiber, Ministerpräsident des Freistaats Bayern (und CSU-Vorsitzender) als Vertreter der Länderseite, und Franz Müntefering, Chef der SPD-Bundestagsfraktion (und Bundesvorsitzender der SPD) als Vertreter des Bundes. Die Entscheidung für die Einsetzung von zwei gleichberechtigten Vorsitzenden erfolgte, um die „Gleichgewichtigkeit beider Bänke“ zu betonen.

##### Nicht stimmberechtigt
Beratende Mitglieder der Bundesregierung waren Brigitte Zypries (Justizministerium), Hans Eichel (Finanzministerium), Renate Künast (Verbraucherschutzministerium) sowie Frank-Walter Steinmeier (Chef des Bundeskanzleramts). Des Weiteren gehören der Kommission 6 Vertreter der Landtage und 3 Mitglieder der Kommunalen Spitzenverbände an sowie 12 Hochschullehrer als Sachverständige.

#### Verlauf
Die konstituierende Sitzung des Gremiums war am 7. November 2003. Die Föderalismuskommission tagte danach regelmäßig und orientierte sich dabei an den Sitzungen des Bundesrates (zu denen die Mitglieder aus den Ländern meist ohnehin in Berlin waren). Insgesamt gab es 11 Sitzungen. Einzelaspekte wurden in 7 Projekt- und 2 Arbeitsgruppen diskutiert.
Der Zeitplan sah vor, dass die Kommission am 17. Dezember 2004 ihre Ergebnisse vorstellt. Wäre die Kommission dabei zur Auffassung gekommen, dass zur Modernisierung der bundesstaatlichen Ordnung Änderungen im Grundgesetz nötig seien, so hätte sie den Auftrag gehabt, konkrete Vorschläge vorzulegen.
Wenige Wochen vor diesem Termin äußerten sich Teilnehmer der Kommission kritisch über Erfolgschancen, da die notwendigen verfassungsändernden Mehrheiten (2/3) nicht sicher seien; als hochproblematisch erweise sich unter anderem der Bereich der Hochschulpolitik.
Am 17. Dezember 2004 wurde verkündet, dass die Gespräche gescheitert seien. Als Hauptkonflikt hatte sich die Bildungspolitik erwiesen. Konkret erwies sich die Formulierung der Gemeinschaftsaufgabe „Bildungsplanung“ nach Art. 91b GG als unvereinbar. Während die Länderseite auf einer Vollkompetenz im Bereich der Bildung und daher auf einer Streichung der Formulierung bestand, argumentierten die Bundesvertreter, dass vor dem Hintergrund des grundgesetzlich verankerten Ziels der „Gleichwertigkeit der Lebensbedingungen“ diese Mitgestaltungsmöglichkeit beibehalten werden sollte. Teilweise wird jedoch auch behauptet, Grund für das Scheitern wäre das „politische System an sich“ gewesen. 
Die Politiker warfen sich gegenseitig vor, für das Scheitern verantwortlich zu sein. Wegen der Dringlichkeit des Umbaus des Föderalismus zeigte sich allenthalben Bestürzung. Ein Vermittlungsgespräch beim Bundespräsidenten im Januar 2005 brachte jedoch keinen Erfolg.
In den Koalitionsgesprächen nach der Bundestagswahl 2005 wurde das Thema wieder aufgegriffen. Nach weiteren Sitzungsrunden im Jahr 2006 einigten sich Bund, Länder und die Koalitionsparteien auf eine Gesetzesvorlage zur Föderalismusreform. Bundestag und Bundesrat stimmten der bisher umfangreichsten Änderung des Grundgesetzes mit der nötigen Zweidrittelmehrheit zu. Am 1. September 2006 ist das Gesetzeswerk in Kraft getreten. Die Reform der staatlichen Finanzverfassung wurde dabei zunächst ausgeklammert und soll erst in einem weiteren Schritt beschlossen werden.

### Föderalismuskommission II (2007–2009)
Bundestag und Bundesrat haben am 15. Dezember 2006 auf Antrag der Fraktionen der CDU/CSU, SPD und FDP (in Drs.16/3885) beschlossen (PlenProt 16/74), eine gemeinsame Kommission zur Modernisierung der Bund-Länder-Finanzbeziehungen einzusetzen. Die Präsidenten von Bundestag und Bundesrat haben die Kommission am 8. März 2007 konstituiert.
Die Kommission hat ihre Arbeiten am 5. März 2009 mit der Vorlage von Reformvorschlägen abgeschlossen. Mit dem Gesetz zur Änderung des Grundgesetzes (Artikel 91c, 91d, 104b, 109, 109a, 115, 143d) vom 29. Juli 2009 und dem Begleitgesetz zur zweiten Föderalismusreform vom 10. August 2009 wurden die Vorschläge der Kommission umgesetzt.

#### Auftrag
Bei der Neuordnung der Bund-Länder-Finanzbeziehungen geht es um drei Themenkomplexe aus dem Bereich der Finanzverfassung:
- Finanzbeziehungen zwischen Bund und Ländern: Steuerrechtliche Fragen, insbesondere zur Aufteilung von Steuereinnahmen sowie die Kompetenz des Bundes, Gesetze zu beschließen, deren finanzielle Folgen die Länder und Kommunen zu tragen haben.
- Länderfinanzausgleich: Hier geht es um ein Umverteilungsvolumen von 30 Milliarden Euro zwischen reichen und armen Bundesländern.
- Verfahren, um die Staatsverschuldung zu begrenzen

#### Mitglieder
Die Föderalismuskommission II hatte 32 stimmberechtigte Mitglieder, jeweils 16 Mitglieder des Bundestags (6 SPD-Abgeordnete, 6 CDU, 2 FDP, 1 Grüne, 1 Die Linke) und 16 Mitglieder des Bundesrats (Ministerpräsidenten bzw. Regierende Bürgermeister). Vorsitzende waren Dr. Peter Struck für den Bundestag und der baden-württembergische Ministerpräsident Günther Oettinger für den Bundesrat. Weiterhin gehörten der Kommission vier Vertreter der Landtage mit Antrags- und Rederecht (jedoch nicht stimmberechtigt) sowie drei Vertreter der Kommunalen Spitzenverbände an.